# Eugenijus Sabutis

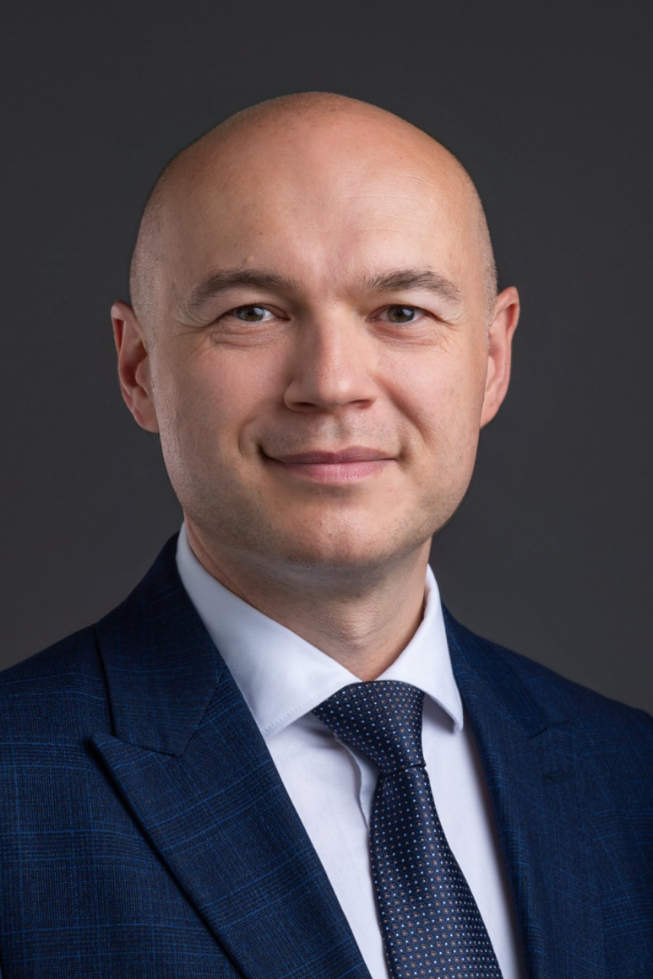
Eugenijus Sabutis

Eugenijus Sabutis (* 10. September 1975 in Jonava) ist ein litauischer sozialdemokratischer Politiker und Verwaltungsjurist, seit  November 2020 Mitglied im Seimas und seit Dezember 2024 Verkehrsminister Litauens. Von 2015 bis 2017 und 2019 bis 2020 war er Vizebürgermeister  sowie von 2016 bis 2019 Bürgermeister  der Rajongemeinde Jonava.

## Ausbildung und Beruf
Nach  dem Abitur 1993 1. Mittelschule Jonava  absolvierte Eugenijus Sabutis  1999 das Bachelorstudium der Philosophie an der Fakultät der Geisteswissenschaften und 2001 das Masterstudium der Rechtswissenschaften am Rechtsinstitut der Vytautas-Magnus-Universität in Kaunas. Danach arbeitete er von 2001 bis 2007  als Personalspezialist im Unternehmen AB Achema in Jonalaukis. Von 2011 bis 2015 leitete er als Direktor die Notfallstation Jonava.

## Politik
Ab März 2015 war Eugenijus Sabutis Mitglied im Rat der Rajongemeinde Jonava. Im April 2015 wurde Sabutis zum Vizebürgermeister und am 16. Dezember 2016 als Nachfolger von Mindaugas Sinkevičius zum kommissarischen Bürgermeister im Rat der Rajongemeinde gewählt. Gleich zu Beginn seiner Amtszeit konnte 2017 die neue Jonavos sporto arena der Öffentlichkeit übergeben werden. Im April/Mai 2017 wurde er bei der direkten litauischen Bürgermeisterwahlen im Wahlbezirk Jonava für die Amtszeit von zwei Jahren (bis April 2019) zum  Bürgermeister gewählt. Im zweiten Wahlgang setzte er sich gegen den liberalen Politiker Remigijus Osauskas (* 1974) durch. Vom 25. Mai 2017 bis zum 11. April 2019 war er  Bürgermeister im Rat der Gemeinde Jonava.
In den Kommunalwahlen in Litauen 2019 belegte Sabutis den 1. Platz in der Liste seiner LSDP-Partei bei der Rang-Wahl und setzte sich durch den Listenführer Mindaugas Sinkevičius, den LSDP-Vizepräsidenten und ehemaligen Wirtschaftsminister (2016–2017), indem er ihn sogar mit 366 Stimmen überholte. Vom 11. April 2019 bis November 2020 war Sabutis Mitglied im Rat und Vizebürgermeister der Rajongemeinde Jonava, Stellvertreter von Mindaugas Sinkevičius, seines Parteigenossen und des früheren Bürgermeisters (2011–2016). 
Von November 2020 bis 2024 war Sabutis 13. Seimas-Mitglied. Bei der Parlamentswahl in Litauen 2020 setzte er sich im 2. Wahlgang gegen langjährigen sozialdemokratischen Parlamentarier Rimantas Sinkevičius (LSDDP-Mitglied und Vater von M. Sinkevičius) im Wahlbezirk Jonava durch. Sabutis wurde Mitglied  des Ausschusses für Staatsverwaltung und Kommunen im Seimas. Bei der Parlamentswahl in Litauen 2024 wurde er schon im ersten Wahlgang in den 14. Seimas ausgewählt. Seit dem 12. Dezember 2024 leitet er als Minister das Verkehrsministerium Litauens im Kabinett Paluckas unter Leitung des Premierministers Gintautas Paluckas. Er wurde von Gitanas Nausėda ernannt. 
Eugenijus Sabutis ist Mitglied der Sektion Jonava der Partei LSDP.

## Familie
Eugenijus Sabutis ist verheiratet. Mit seiner Frau Rasa hat er einen Sohn. Seit November 2020 wohnt er in der litauischen Hauptstadt Vilnius.
Sein Cousin ist Mindaugas Sabutis (* 1975), Bischof der Evangelisch-Lutherischen Kirche in Litauen.